# Овод (бронемашина)
«Овод» — колёсная бронемашина, разработанная в 2015 году коллективом сотрудников инженерного центра Житомирского бронетанкового завода на шасси советского армейского грузовика ГАЗ-66.

## История
22 сентября 2015 года на проходившей в Киеве XII-й международной оружейной выставке «Зброя та безпека-2015» завод представил демонстрационный образец бронемашины «Овод» — вооружённый 12,7-мм пулемётом НСВТ, открыто установленным на крыше десантного отделения и оснащённый комплектом навесной брони.
В декабре 2015 года было объявлено, что Житомирским бронетанковым заводом разработан улучшенный вариант бронемашины «Овод», который отличается увеличенной высотой потолка кабины, наличием в бортах десантного отсека амбразур для ведения огня из стрелкового оружия, возможностью трансформировать сидения десанта в лежачие места для размещения раненых, возможностью установки навигационного комплекса СН-3003 «Базальт» и другими улучшениями.

## Описание
Бронемашина имеет бескапотную компоновку с передним расположением двигателя и отделения управления, в средней и кормовой части машины расположено десантное отделение. Экипаж машины состоит из двух человек, предусмотрена возможность перевозки нескольких пехотинцев.
Корпус бронемашины сварной, изготовлен из стальных броневых листов, расположенных под углом. Бронирование обеспечивает защиту от огня из стрелкового оружия и может быть усилено за счёт установки на борта десантного отделения комплекта навесной брони (в виде плоских перфорированных стальных пластин, неподвижно закреплённых болтами на небольшом расстоянии снаружи корпуса). Масса комплекта навесной брони составляет около 200 кг, и по сообщению завода-производителя, после установки комплекта уровень защиты бронемашины повышается до третьего уровня по стандарту STANAG 4569, что обеспечивает защиту от попаданий бронебойных пуль калибра 7,62х51 мм НАТО и 7,62х54 мм с дистанции 30 метров и выше.
В нижней части бортов и в корме десантного отделения расположены люки для посадки и высадки десанта.
Также произведена замена двигателя и коробки переключения передач (установлены новые двигатель «Hyundai D4DB» и КПП «Hyundai M035S5» южнокорейского производства, поставщиком которых является корпорация «Богдан»).
Совокупная ёмкость топливных баков составляет 220 литров.

## Оценка
По данным предприятия-производителя, бронемашину отличает широкая функциональность (универсальный бронемодуль позволяет переоборудовать обыкновенный армейский грузовик в бронированную машину для перевозки десанта, транспортную машину для перевозки грузов, медицинскую машину для транспортировки раненых, штабную машину или передвижную ремонтную мастерскую), а также невысокая стоимость и технологичность производства (по предварительным расчётам, «ЖБТЗ» способен производить не менее 1000 или даже более 1100 бронемодулей в год), которые делают возможным развёртывание массового производства бронемашин в короткие сроки (при этом, монтаж модуля на шасси грузовика со снятой кабиной и кузовом занимает менее одного часа).
Тем не менее, компоновку и ряд конструктивных решений оценивают как неудачные: так, кабина является слишком тесной для комфортного размещения экипажа, а её люки слишком малы, чтобы солдат в полевой экипировке сумел быстро покинуть броневик.